# L'Ardecho

L'Ardecha (en norme classique de l'occitan) ou l'Ardecho (en phonétique) est le chant de référence de l'Ardèche, chanté en occitan sur le thème de Se canta. C'est l'hymne ardéchois.

## Histoire
L'Ardecho est un chant traditionnel. On le chante quelquefois lors des commémorations, des concours de pétanque ou lors des matchs de rugby. 
Dans certains villages, les bénévoles de L'Ardéchoise ont pour coutume d'entonner ce chant à la fin de leurs journées. En effet, petits et grands sont réunis lors de cet événement, ce qui permet aux anciens de transmettre cette tradition aux plus jeunes. Mais bien sûr cette tradition se perd, tout comme l'apprentissage de l'occitan.
Le chant a de nombreuses variantes, puisqu'il existe des différences importantes entre le patois de chaque village ardéchois.

## Paroles
Dans cette chanson, le refrain doit être chanté une première fois pour commencer la chanson. Puis, il doit être chanté entre chaque couplet. Et il faut bien sûr terminer la chanson en reprenant le refrain.
| Refrain L'Ardecho ! L'Ardecho ! Merveillous païs S'as pas vis l'Ardecho N'as jamaï rein vis. 1 - Aven ein beau Rose Maï de beau païs L'Ardecho mon homme, Es en paradis 2 - Aven de montagna Que toçoun lou ciel De verto campagno Per li blan troupéou 3 - Din quelos mountagno Faou veire lo biooù Aven de castagno Grosso coummo un iooù 4 - Aven de ribeiros Plenos de peissous Que saoutount din l'aigo La nuet maï lu jour | 5 - Ein souleou que brilho Souleou d'ooù miejour La cigalo triio Canto tou lou jour 6 - Lou merlo que siblo Din lou don d'ooù riou Espéro so mio Per parla d'amour 7 - Vé, nostr' amicalo Mouento tou li jour N'aven pas la cagno Mountaren toujours 8 - Ke moussu réclamo Aï feui ma cansoun A toutée Midamo Vous baylé ein poutoun ! |

## Variantes
Refrain
L'Ardecho, l'Ardecho marveillous pais
Si as pa vi l'Ardecho, na jamais re vi.
Couplets
Ovem de montanhas que touchan lo ciel
Ovem de castanhas grosse comme un bioù
Ovem de ribeires pleinas de peyssos
Que sautan din l'aiga lo nuet maï lo jour
Lou merlo que siblo din lou don d'ooù riou
Espéro so mio per parla d'amour
Ovem des droletas maï de bon garços
Se fan des risettas et maï de poutous